# Криворізьке родовище доломітів
Криворізьке родовище доломітів
Доломіти цього родовища залягають серед сланців гданцевської світи Криворізької серії. Потужний (~100 м) пласт доломітів простежується в субмеридіональному напрямку в центральній частині басейну. Падіння пласта 50—70 на захід. Північна частина цього пласта розвідана попутно з розвідкою залізистих кварцитів в 1951—1957 рр. Його запаси на 01.01.98 р. становлять 111 834 тис. т. Якість сировини низька, переважають доломіти металургійні другого сорту і некондиційні. Родовище на початку ХХІ ст. не розробляється, числиться в державному фонді Держкомгеології України.